# Bhumanahalli, Mulbagal
Bhumanahalli là một làng thuộc tehsil Mulbagal, huyện Kolar, bang Karnataka, Ấn Độ.